# Tohru Ukawa
Tohru Ukawa (宇川 徹, Ugawa Tōru), né le 18 mai 1973 à Chiba, est un pilote de vitesse moto japonais.

## Biographie
Après des débuts en mini-moto puis avoir couru dans le championnat japonais, il rejoint le championnat du monde en 1994 grâce à une Wild card lors de son Grand Prix national, Grand Prix qu'il termine à une étonnante troisième place.
De 1996 à 2000, il occupe un rôle de pilote officiel chez Honda dans la catégorie 250 cm³. Durant cette période, il termine la saison à chaque fois dans les cinq premiers du classement final, avec un titre de vice-champion en 1999 derrière Valentino Rossi. Après cette carrière en 250 au cours de laquelle il remporte quatre victoires, il rejoint la catégorie supérieure en 2001. Coéquipier de Valentino Rossi dans l'écurie Repsol Honda, il termine la saison 2002 à la troisième place du classement général, avec une première victoire en 2002 en Afrique du Sud. En 2003, il rejoint l'écurie de Sito Pons avant d'occuper ensuite un rôle de pilote d'essai pour le constructeur Honda.
En parallèle à sa carrière en championnat du monde de vitesse, il participe à des courses d'endurance, remportant à cinq reprises les 8 heures de Suzuka, ce qui en fait le pilote le plus titré dans cette course.

## Palmarès
- Vice-champion du monde en 250 cm³ en 1999
- Vainqueur des 8 heures de Suzuka 1997, 1998, 2000, 2004, 2005